# Seddin
Seddin is een plaats in de Duitse gemeente Seddiner See, deelstaat Brandenburg, en telt 1000 inwoners (2005).